# 李霭君
李霭君（1957年8月—），女，汉族，中华人民共和国政治人物，中国国民党革命委员会中央委员会原常务委员，第十二、十三届全国政协委员。李沛瑶之女，李济深孙女。